# Sisyrinchium glaziovii
Sisyrinchium glaziovii är en irisväxtart som beskrevs av John Gilbert Baker. Sisyrinchium glaziovii ingår i släktet gräsliljor, och familjen irisväxter. Inga underarter finns listade i Catalogue of Life.